# Manawatu-Wanganui

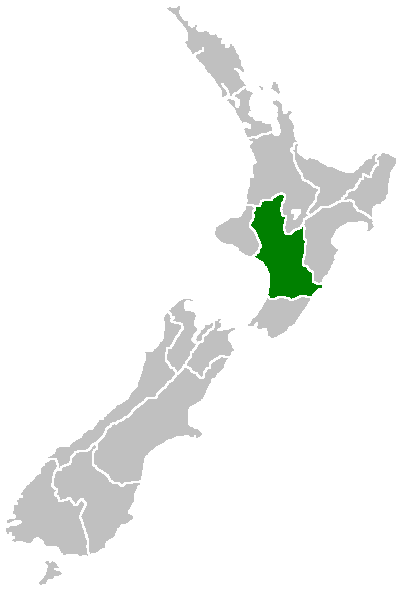
Manawatu-Wanganui

Manawatu-Wanganui é uma região situada na metade inferior da Ilha Norte da Nova Zelândia, ao redor da cidade de Palmerston North e da cidade central de Wanganui. A região é dominada e definida por duas importantes bacias hidrográficas, Whanganui e Manawatu. Whanganui é o mais longo rio navegável na Nova Zelândia.